# Złota Nitka
Złota Nitka – struga, lewy dopływ Tanwi o długości 19,21 km. 
Płynie na Płaskowyżu Tarnogrodzkim. Wypływa kilkoma ciekami w granicach Tarnogrodu.
- Struga Nitka (główny dopływ Złotej Nitki) i Złota Nitka właściwa wypływają blisko siebie na tarnogrodzkim Błoniu. Nitka płynie na północny wschód przez centrum Tarnogrodu, a następnie ku północy wzdłuż Płuskiego do Płus.
- Natomiast Złota Nitka płynie w kierunku wschodnim, wzdłuż południowej granicy Tarnogrodu. Przecina granicę miasta na wysokości tarnogrodzkiego lotniska i wpływa na teren Korchowa I (na krótkim odcinku Korchowa II). W Korchowie zatacza obszerne koło i płynie ku północnemu zachodowi do Płus.

W cenrtum Płus Nitka wpada do Złotej Nitki, po czym struga płynie na północ do Księżpola. Uchodzi do Tanwi poniżej Księżpola (na granicy z Pawlichami), na wysokości 182,6 m n.p.m.
Struga przepływa przez gminę Tarnogród i gminę Księżpol. Miejscowości nad Złotą Nitką: Tarnogród, Korchów Pierwszy, Korchów Drugi, Płusy, Księżpol i Pawlichy.